# Carrauongue-malhado
O carrauongue-malhado (Strepera graculina) é uma espécie de ave passeriforme nativa do leste da Austrália e da ilha de Lord Howe. Uma das três espécies de carrauongue do gênero Strepera, está intimamente relacionada com os verdugos da família Artamidae. Seis subespécies são reconhecidas. É um pássaro semelhante à um corvo com cerca 48 cm de comprimento, a plumagem é preta fuliginosa com manchas brancas na cauda e nas asas, íris amarelas e um bico grande. O macho e a fêmea são semelhantes na aparência. Conhecido por seus chamados melodiosos, o nome da espécie deriva de currawong, é acreditado ser de origem aborígene na Nova Gales do Sul e na Queenslândia.

## Descrição
O carrauongue-malhado é um pássaro preto com branco na asa, coberteiras sob a cauda, a base da cauda e, mais visivelmente, a ponta da cauda. Tem olhos amarelos. As aves adultas têm entre 44 e 50 cm de comprimento, com uma média de cerca de 48 cm; a envergadura varia de 56 a 77 cm, com uma média de 69 cm. Os machos adultos medem em torno de 320 g, as fêmeas 280 g. As asas são longas e largas. O bico longo e grande tem cerca de uma vez e meia o comprimento da cabeça e é curvado no final. Indivíduos juvenis têm marcas semelhantes às dos adultos, mas apresentam plumagem mais macia e marrom, embora a faixa branca na cauda seja mais estreita. As partes superiores são marrons mais escuras, com vieiras e estrias na cabeça e no pescoço, e as partes marrons, mais claras. Os olhos são castanhos escuros e a conta escura com uma íris amarela. Os indivíduos mais velhos ficam mais escuros até que a plumagem adulta seja alcançada, mas as marcações da cauda juvenil mudam apenas para adultos no final do desenvolvimento. Os pássaros parecem mudar uma vez por ano no final do verão após a reprodução. O carrauongue-malhado pode viver por mais de 20 anos na natureza.